# Laslea, Sibiu

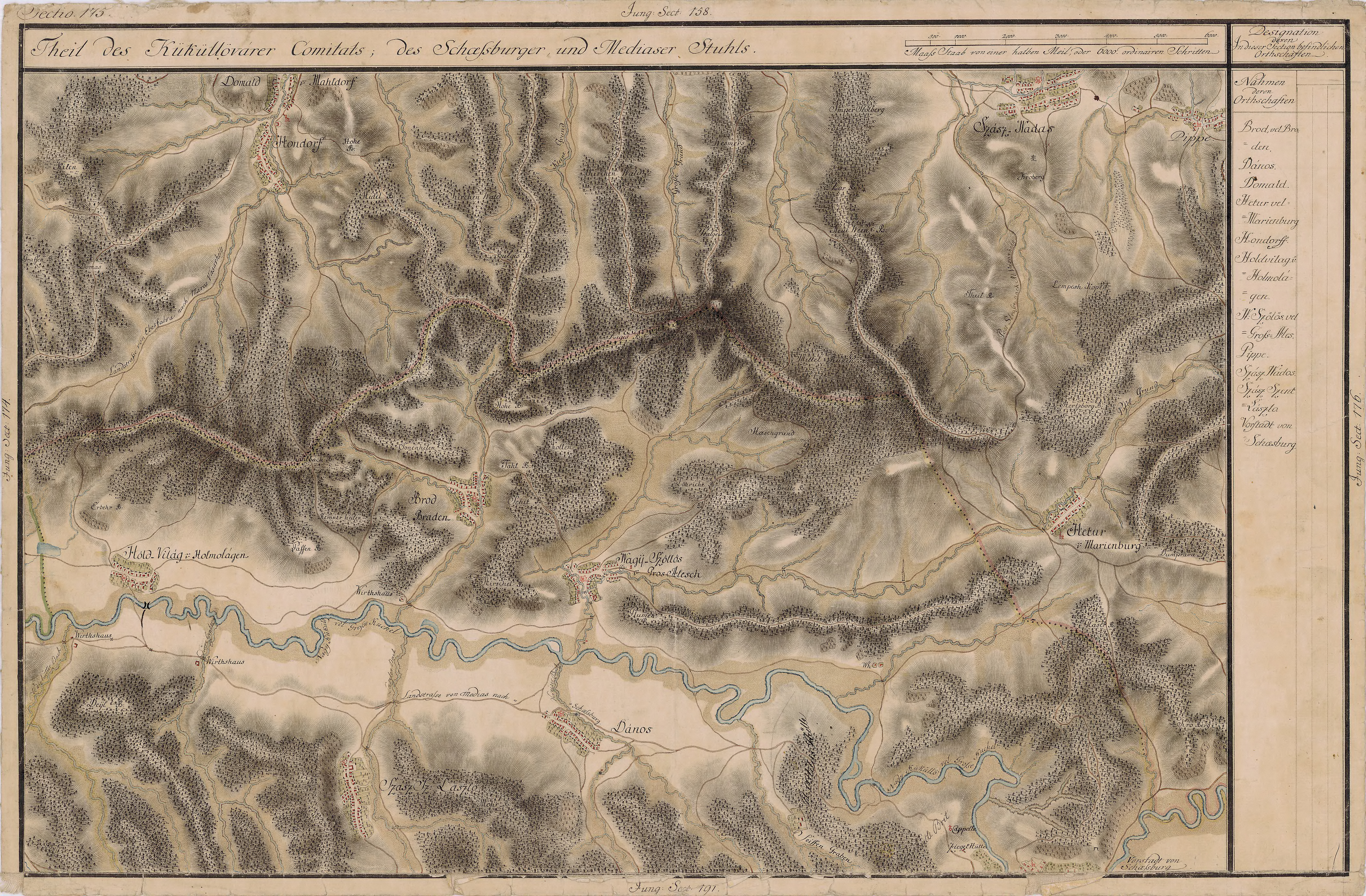
Laslea în Harta Iosefină a Transilvaniei, 1769-1773.
(Click pentru imagine interactivă)

Laslea, mai demult Laslea Mare, (în dialectul săsesc Grisz-Lasseln, Lasln, în germană Großlasseln, în maghiară Szászszentlászló, Nagyszászszentlászló, colocvial Szentlászló) este satul de reședință al comunei cu același nume din județul Sibiu, Transilvania, România.

## Istoric
Zona este locuită din neolitic. În evul mediu a fost posesiune a Abației Cluj-Mănăștur.
Prima atestare documentară în 16 septembrie 1309, sub denumirea latină Sanctus Ladislaus (Sfântul Ladislau).
Cele mai vechi date despre populația săsească din localitate datează din 1488, când au fost recenzate 77 de gospodării, o școală cu un învățător, o moară cu un morar și 16 case părăsite. Populația se poate estima la circa 330 de persoane. De remarcat că localitatea avea deja în 1488 o școală sătească.
Între 1902-1911 paroh evanghelic al localității a fost Viktor Roth, devenit ulterior membru de onoare al Academiei Române.
În anul 1923 comuna se numea Laslea Mare și avea 1.246 locuitori . Din punct de vedere administrativ, aparținea de plasa Sighișoara din Județul Târnava-Mare (interbelic).
În localitate funcționează Spitalul Lukas, un spital creștin-medical-social fondat în 1992, compus dintr-o secție de îngrijire a bolnavilor în fază terminală, o secție de recuperare neuromotorie și un cabinet medical pentru pacienți ambulatoriu.

## Demografie
La recensământul din 1930 au fost înregistrați 1.262 locuitori, dintre care 863 germani, 374 români, 24 maghiari și 1 țigan. Sub aspect confesional populația era alcătuită din 834 evanghelici, 353 ortodocși, 36 romano-catolici ș.a.
În anul 1966 comuna aparținea de Raionul Sibiu, iar populația a crescut la 1.520 de persoane, comuna având atunci în componență satele Roandola, Nou Săsesc și Felța.

## Monumente
- Biserica fortificată din Laslea

## Imagini

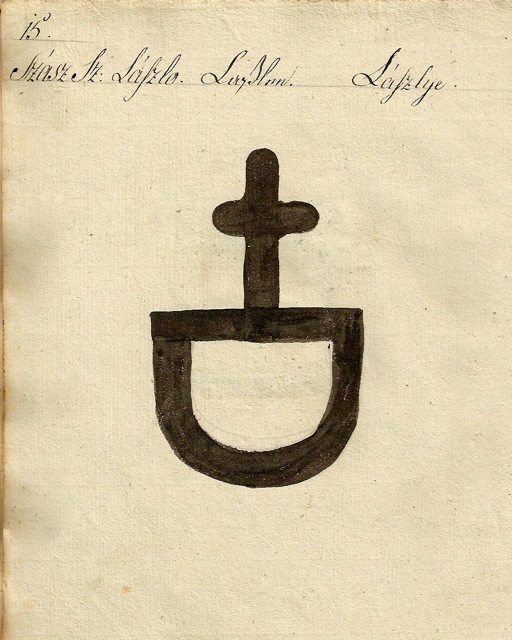
1826 - Danga pentru vitele din Laslea
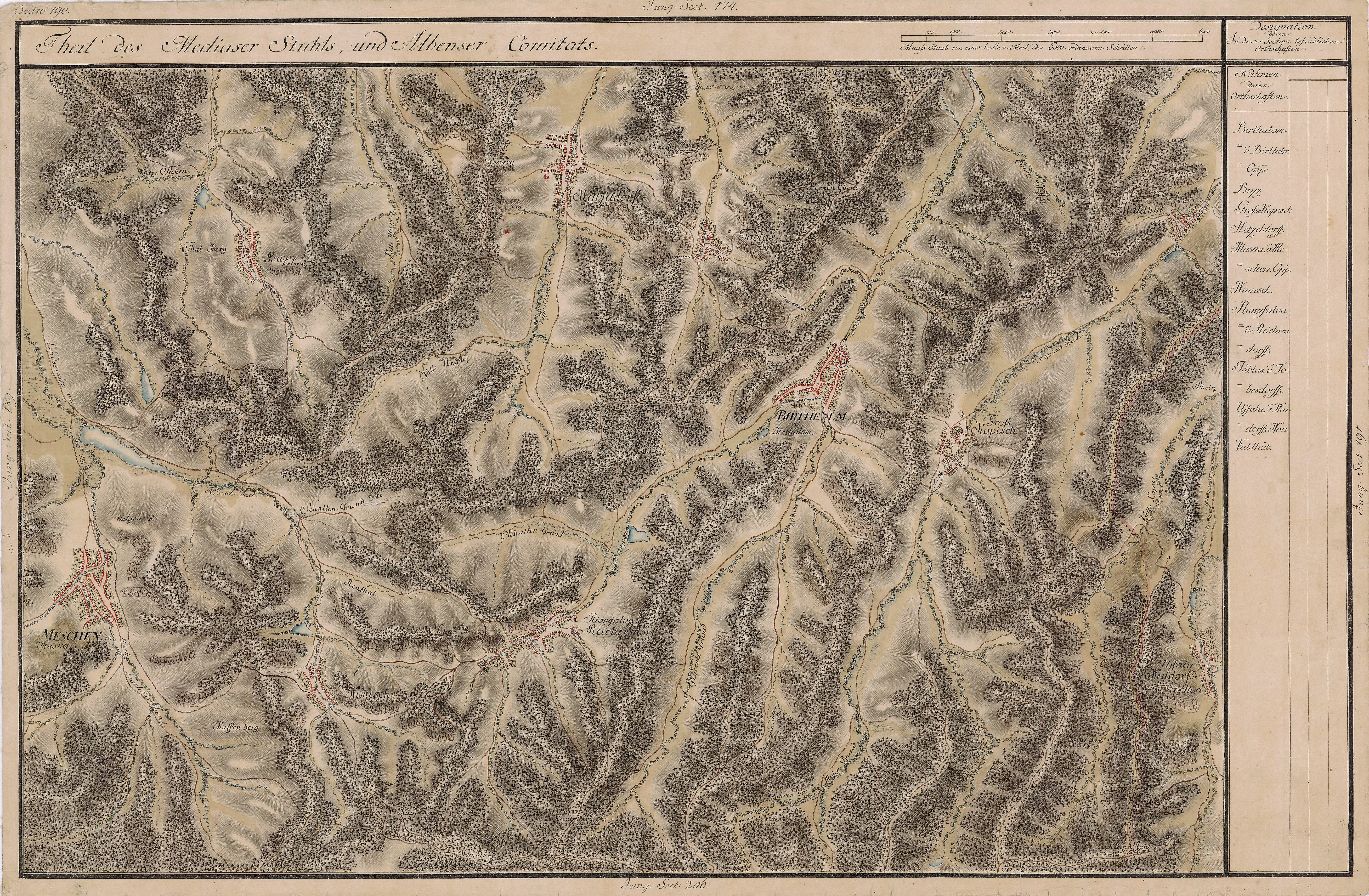
Laslea în Harta Iosefină a Transilvaniei, 1769-1773
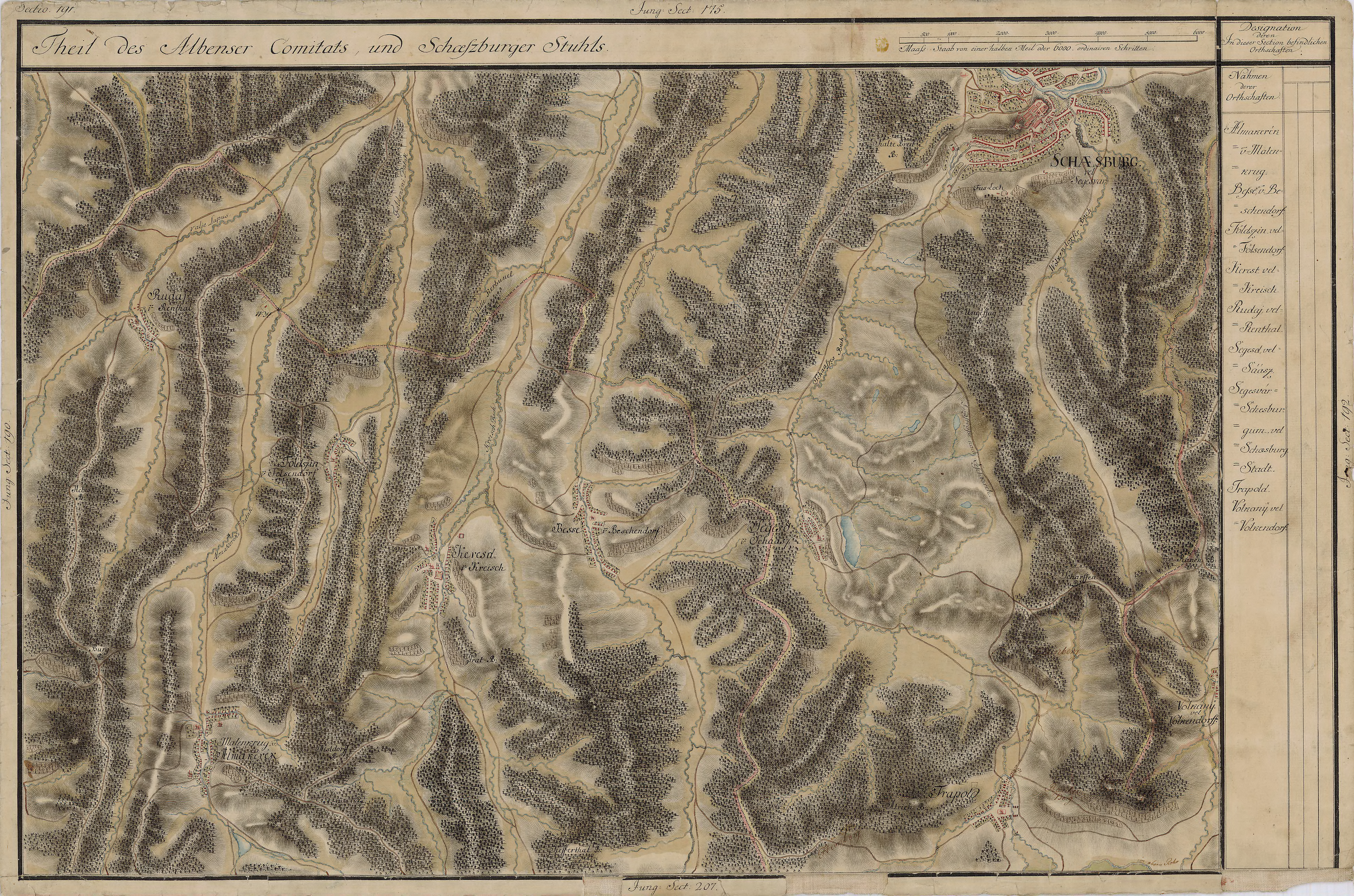
Laslea în Harta Iosefină a Transilvaniei, 1769-1773
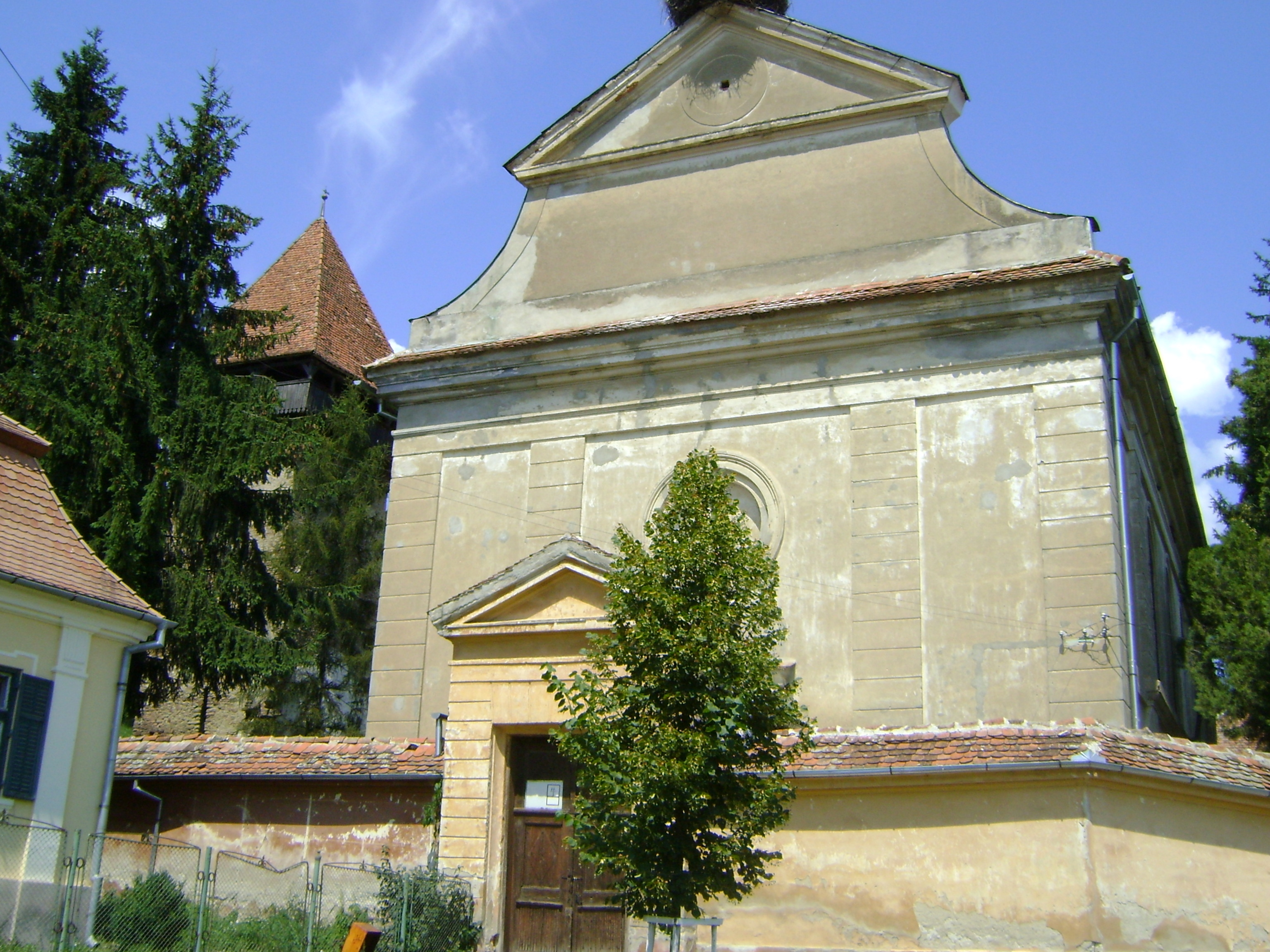
Biserica Evanghelică
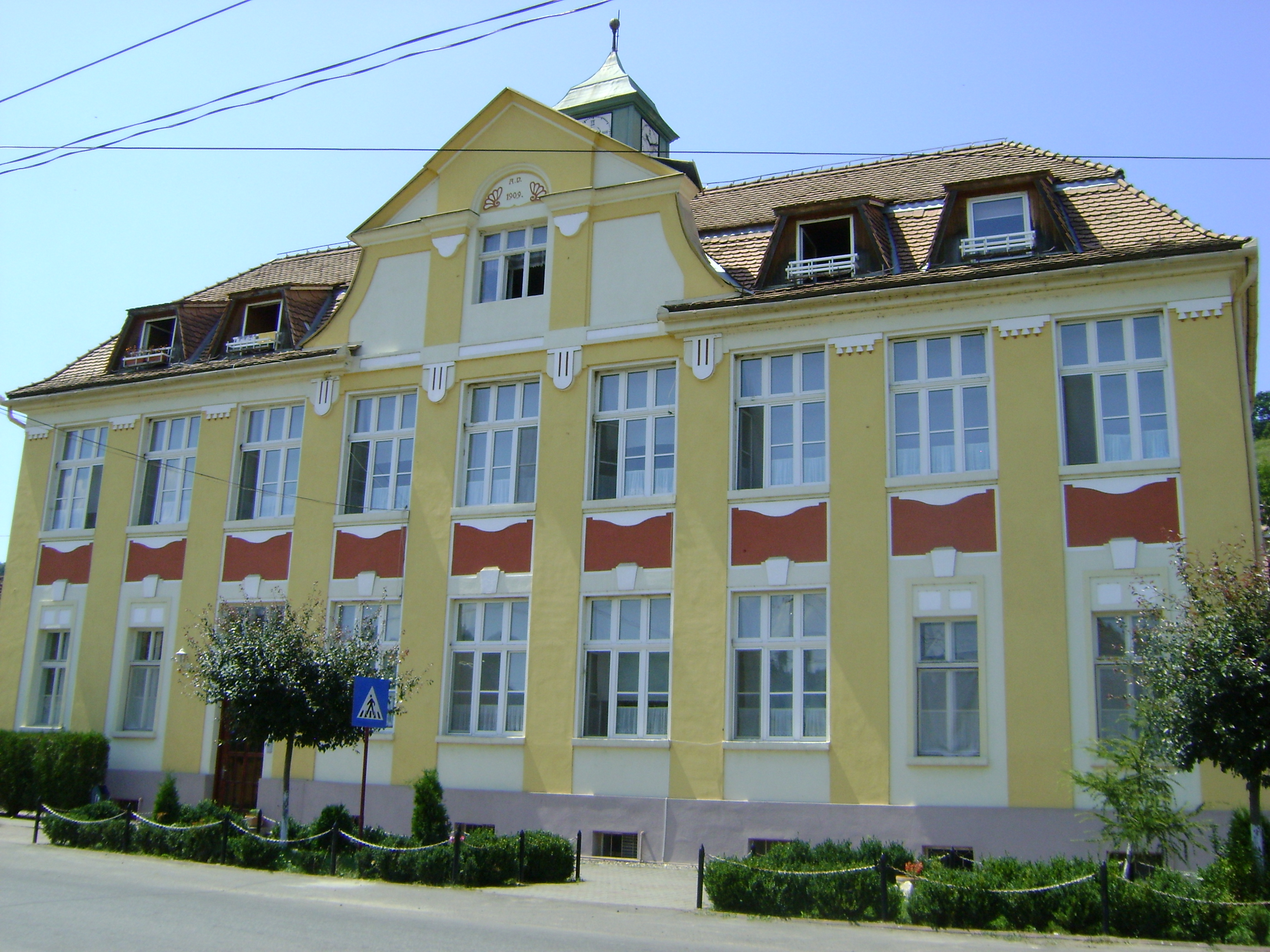
Spitalul Lukas
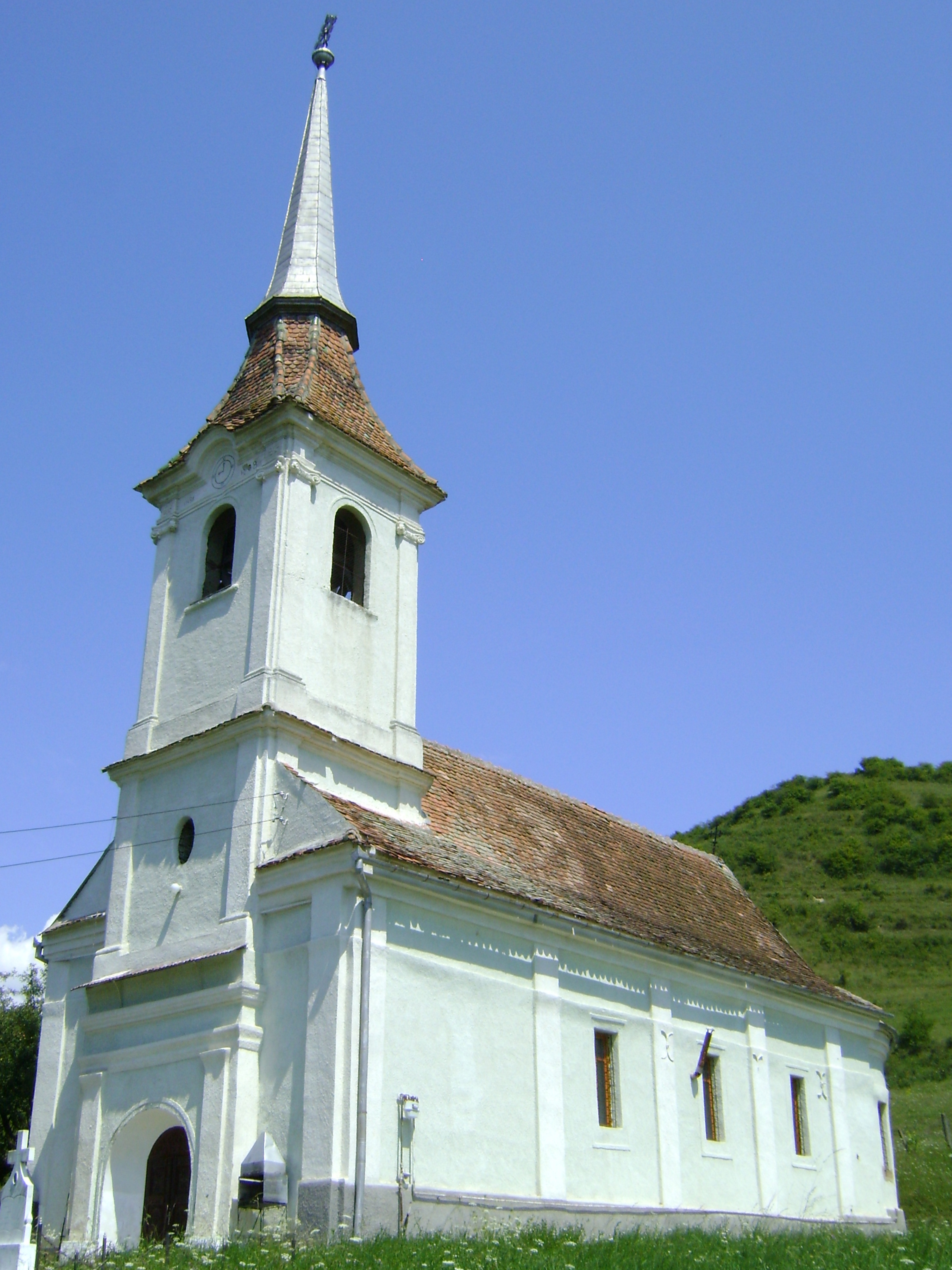
Biserica Ortodoxă